# ALT Linux (компания)
«Альт Линукс» — компания по разработке свободного программного обеспечения. Компания основана в результате объединения российских проектов IPLabs Linux Team и Linux RuNet. В 2015 году было организовано новое юридическое лицо «Базальт СПО».

## Заявленные цели компании[1]
- Производство многофункциональных и надёжных операционных систем на основе Linux для использования на серверах и рабочих станциях.
- Внедрение широкого спектра решений на основе дистрибутивов ALT Linux, услуги по сопровождению, удалённому администрированию и технической поддержке.
- Разработка системных и прикладных программ для UNIX/Linux; кросс-платформенная разработка с использованием эффективных современных технологий программирования и создания пользовательского интерфейса.
- Разработка встраиваемых решений как на собственном репозитории ALT Linux Sisyphus, так и с использованием сторонних продуктов.

## История
В 2001 году дистрибутив основывался на дистрибутиве MandrakeLinux и представлял собой его русскую версию (Linux-Mandrake Russian Edition).

Но началось замещение пакетов Mandrake собственными сборками и технологиями, значительное изменение системы сборки и макросов пакетного менеджера RPM. К версии 3.0 (2005 год) все пакеты Mandrake, инсталлятор и система конфигурирования были полностью вытеснены собственными разработками ALT Linux Team, в результате чего дистрибутивы ALT Linux являются отдельной ветвью развития Linux и не имеет никакого отношения к Mandrake или Mandriva.

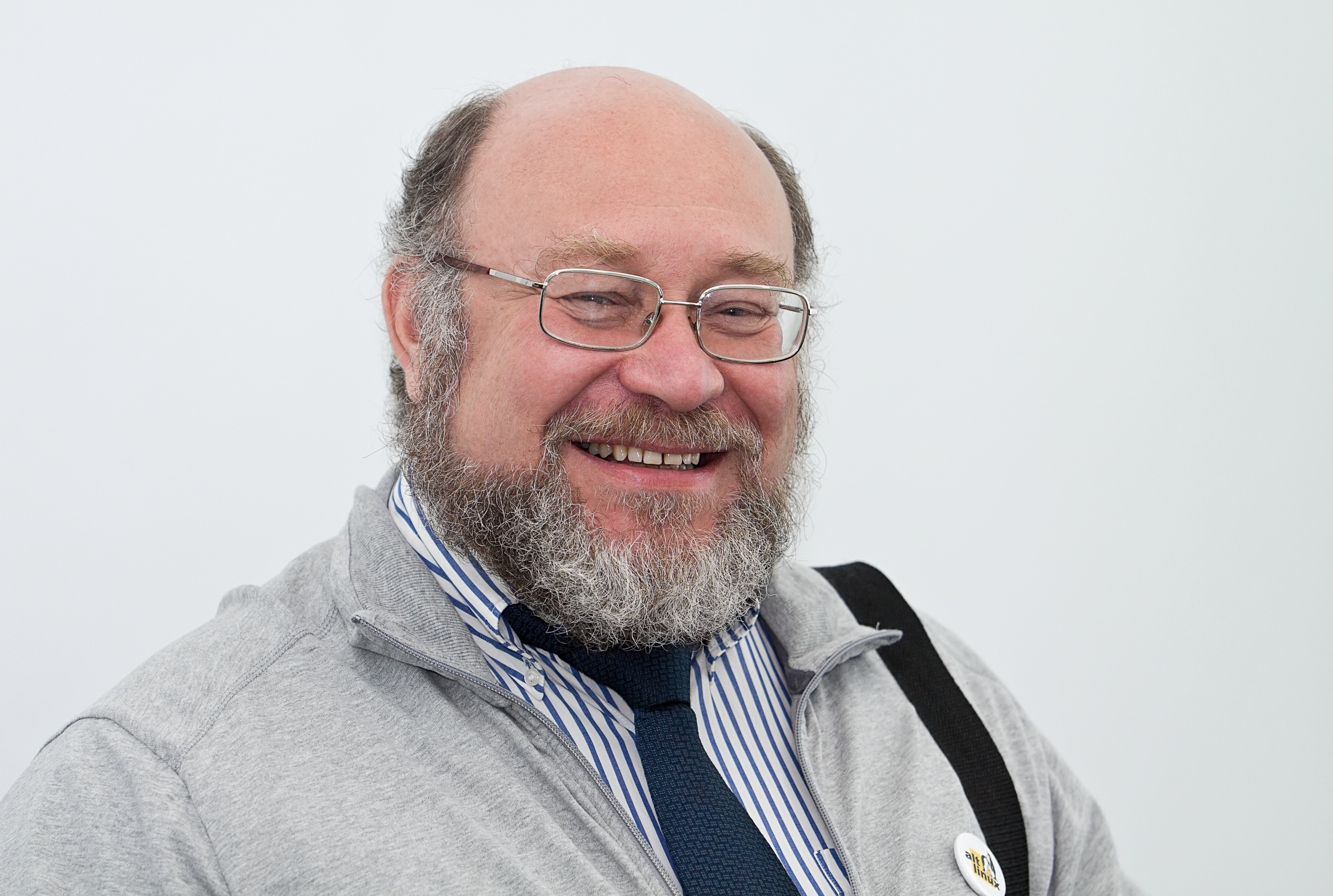
Директор компании А. В. Смирнов

В 2004 году компания ALT Linux выполнила:
- государственный заказ Министерства экономического развития и торговли РФ по разработке рекомендаций по использованию свободного ПО в госсекторе и созданию проекта стандарта электронного формата организационно-распорядительной документации, в основу которого положены открытые стандарты и использование свободных программ;
- разработку комплексной производственной системы контроля качества компьютерного оборудования для компании MaxSelect с поддержкой распределённой производственной структуры;
- разработку защищённого межсетевого экрана (2 класс защиты МЭ) «ИВК-Кольчуга» по заказу компании «ИВК»;
- выпуск дистрибутивов Linux: ALT Linux 2.3 Compact, ALT Linux 2.3 Junior, ALT Linux 2.4 Master; издание сборника многоплатформенных офисных программ «Свободный офис» 2.0; выпуск интегрированной системы для организации офисного шлюз-сервера SOHO Server 2.0;
- поставку дистрибутива ALT Linux 2.3 Junior в сельские школы Южного федерального округа и в школы г. Москвы; издание специализированной версии дистрибутива ALT Linux Junior для комплектации нового издания учебника по Информатике Н. Д. Угриновича.

В декабре 2008 года дистрибутив ALT Linux успешно внедрён на самом мощном суперкомпьютере, разработанном в России — СКИФ-МГУ, имеющего пиковую производительность 60 Тфлопс
10 августа 2009 года в продаже появляется нетбук «Линбук Патриот», укомплектованным операционной системой ALT Linux 4.1 Desktop BOX.
В июле 2010 года ОАО «Концерн „Сириус“», на 100 % принадлежащее «Ростехнологиям», приобрело блокирующий пакет акций в ООО «Альт Линукс».
В апреле 2015 года было организовано новое юридическое лицо «Базальт СПО».
2 июня 2015 года Минкомсвязь России издает «Протокол экспертной оценки проектов по импортозамещению инфраструктурного программного обеспечения», в котором проект «Корпоративная платформа на базе отечественных операционных систем», занимает 1-е место по направлению «Клиентские операционные системы / Серверные операционные системы» протокола экспертной оценки. Среди отечественных организаций, допущенных к реализации работ, указываются (ООО «Альт Линукс», ООО НТЦ «РОСА», ООО «КриптоПро», «Ланит-Интеграция» и др. Данный документ позволяет предположить, что ОС от «Альт Линукс» в ближайшее время будет играть всё большую роль как минимум в бюджетном секторе РФ. Как известно, в российских школах данный дистрибутив внедряется уже давно.
C 2004 года компания организует ежегодную конференцию разработчиков свободных программ.